# Palmodes palmetorum
Palmodes palmetorum är en biart som först beskrevs av Roth 1963.  Palmodes palmetorum ingår i släktet Palmodes och familjen grävsteklar. Inga underarter finns listade i Catalogue of Life.